# Prosthogonimus ovatus
Prosthogonimus ovatus är en plattmaskart. Prosthogonimus ovatus ingår i släktet Prosthogonimus och familjen Prosthogonimidae. Inga underarter finns listade i Catalogue of Life.